# Chiaki Yamada
Chiaki Yamada (山田 千愛 Yamada Chiaki?,  nacido el 2 de agosto de 1966 en Shizuoka) es una exfutbolista japonesa.
Yamada jugó 21 veces y marcó 3 goles para la selección femenina de fútbol de Japón entre 1984 y 1989. Yamada fue elegida para integrar la selección nacional de Japón para los Copa Asiática femenina de la AFC de 1989.

## Trayectoria

### Clubes
| Club                            | País  | Año  |
| ------------------------------- | ----- | ---- |
| Shimizudaihachi SC              | Japón | ???? |
| Suzuyo Shimizu FC Lovely Ladies | Japón | ???? |

### Selección nacional
| Selección | País  | Año         |
| --------- | ----- | ----------- |
| Absoluta  | Japón | 1984 - 1989 |

## Estadística de equipo nacional
| Selección femenina de fútbol de Japón | Selección femenina de fútbol de Japón | Selección femenina de fútbol de Japón |
| Año                                   | Partidos                              | Goles                                 |
| ------------------------------------- | ------------------------------------- | ------------------------------------- |
| 1984                                  | 2                                     | 0                                     |
| 1985                                  | 0                                     | 0                                     |
| 1986                                  | 6                                     | 0                                     |
| 1987                                  | 4                                     | 1                                     |
| 1988                                  | 2                                     | 0                                     |
| 1989                                  | 7                                     | 2                                     |
| Total                                 | 21                                    | 3                                     |